# Страх
Вижте пояснителната страница за други личности с името Страх.
Страхът е комплекс от негативни чувства, емоции и характерни поведенчески реакции у хората и животните, които се активират от явление или обект, тълкуван като заплашителен.
Страховете обикновено се формират на базата на предишен опит и по своята същност имат защитна функция. Съществуват обаче и такива, които възникват, без индивидът преди това да е попадал в ситуациите, които ги предизвикват, и са плод на фантазията (често са по-интензивни от породените от непосредствения опит).
За разлика от усещането за тревожност, което е дифузно, страхът е ясно предметно обвързан.
- Паника
- Фобия

Страхът е чувство, породено от някаква случка. Ако някой е страдал, го е страх да не попадне отново в такава ситуация.
Има различни видове страх. Един от видовете е страх от несподелена любов, какъвто може всеки да е изпитал. Друг вид страх е страхът от различни животни. Голяма роля във всекидневието на човека играят неговите емоции. Страхът, както при човека, така и при животните, се определя като инстинктивна реакция на потенциална опасност. Ако се направи психоанализа за причините, пораждащи страх, и се потърси отговор на въпроса какво е страх, ще трябва да се разгледа биологичната същност на страха. Тогава може да се даде точен отговор. При съществуваща опасност определени зони от мозъка – амигдала и хипоталамусът – се активират, за да контролират физическия отговор на страха. Химически вещества като адреналин и стрес хормона – кортизол, се изливат в кръвоносната система, като това изливане предизвиква определени физически реакции.